# Sphegina kurenzovi
Sphegina kurenzovi är en tvåvingeart som beskrevs av Mutin 1984. Sphegina kurenzovi ingår i släktet midjeblomflugor, och familjen blomflugor. Inga underarter finns listade i Catalogue of Life.